# Piracaia
Piracaia is een gemeente in de Braziliaanse deelstaat São Paulo. De gemeente telt 22.740 inwoners (schatting 2009).

## Aangrenzende gemeenten
De gemeente grenst aan Atibaia, Bom Jesus dos Perdões, Bragança Paulista, Igaratá, Joanópolis, Nazaré Paulista en Vargem.